# Дорски ред
Дорски ред (или дорски стил) је један од три реда организационог система класичне архитектуре. Друга два реда су јонски и коринтски. У античкој грчкој архитектури два основна реда су дорски и јонски, док је коринтски изведен из јонског. Постоје такође и два нижа реда, дебљи тоскански ред и богатија варијанта коринтског, сложени ред. Постоји више верзија дорског реда од којих је први и најстарији Грчки дорски ред од 7. века п. н. е.. Друга позната верзија је Римски дорски ред.
У својој оригиналној верзији грчки дорски стубови стоје директно на равном стубном подножју (стилобату) храма без посебне платформе. Труп стуба је канелурисан и завршава се вертикално капителом без орнаментике. Капител се састоји од два дела:први, који се шири од трупа навише, ehinus (у облику јастучета) и четвртаста плоча названа абакусу која носи главни венац.
Наглашена карактеристика и грчке и римске верзије дорског реда су триглифи и метопе. Триглифи су декоративна удубљења стављена да представљају руб традиционалне дрвене греде која седи на једноставном фризу који је нижи део главног венца. Испод сваког триглифа су стилизовани округли клинови који изгледају као да су укуцани да би стабилизовали носећи систем стуба и греде. Триглифи су центрирани изнад сваког стуба и са још једним а понекад и два између стубова. Простор између триглифа су метопе које су некад просто, а понекад мање скулптурисани. Размаци између стубова су обично постигнути пропорционалним и модуларним мерама мада су два спољна размака између стубова обично мања како би се дала већа визуелна снага угловима храма.
Римски дорски ред се разликује по томе што је висина главног венца смањена. Триглифи на крајњим странама главног венца су центрирани са стубом, а не на углу архитрава као у грчкој верзији, па су стубови пропорционално мало виткији. Испод капитела астрагална профилација окружује стуб као прстен. Крунска профилација има блаже прелазе између фриза и венца и тиме наглашавају горњи руб абакуса. Римски дорски ред такође има профилацију на платформи која је иначе четвртастог облика а некад и уздигнута на плинту. Такође римски дорски стубови су равномерно канелурирани.
Један од најчувенијих храмова дорског реда је грчки Партенон изграђен у 5. веку п. н. е.

## Дорски храм
Израз „дорски храм” се односи на стандардне делове и њихову организацију који чине спољашњост сваког храма који је означен као „дорски”. Његова три главна дела су: степенаста платформа (стилобат), стубови и главни венац који обухвата све оно што лежи на стубовима. Дорски стуб чине: стабло, с вертикалним браздама или жлебовима под именом канелуре; капител који сачињава и проширени ехинус у облику јастучета; и четвртаста плоча названа абакус.
Главни венац или ентаблатура, је најсложенији од поменуте три јединице. Подељен је на архитрав – низ камених блокова који леже непосредно на стубовима, фриз са триглифима и метопама и истурени венац (corniche). На дужим странама храма венац је хоризонталан а на ужим (прочељима) је преломљен тако да обухвати забат између својих горњих делова.
Цела храма је саграђена од камених блокова који прилежу један уз други без малтера (клесани су изузетно тачно да би саставци били сасвим глатки). Где је било потребе везивани су металним зглавцима или кламфама.
Стубови су, с врло ретким изузецима, састављени из делова, тзв., тамбура. Једна од главних карактеристика стуба дорског реда античког грчког храма јесте да он лежи директно на стилобату и нема стопу.
Кров је био од црепова печене земље које су носиле дрвене рожњаче, а дрвене греде су коришћене и за таваницу.
Основе грчких храмова нису непосредно везане за редове будући да постоје значајне варијације у односу на величину грађевине или пак регионалне склоности градитеља, мада у основи њихове основне црте су веома сличне. Језгро храма јесте цела или наос (просторија у којој пребива статуа божанства) и предворје, пронаос, које има два стуба и по један пиластер с обе стране. Неријетко се среће још једно предворје додато иза целе што чини да грађевина буде још симетричнија. У већини храмова ову средишну јединицу окружује низ стубова (колонада), који се зове перистил. Такве грађевине су познате као периптералне. Код највећих храмова јонске Грчке може се срести и двострука колонада.